# I Have Lost...
I Have Lost... es el segundo álbum de estudio de la banda de metal gótico noruega Mortal Love, lanzado bajo la etiqueta alemana Massacre Records, el 25 de abril de 2005. 
La canción "Adoration" fue lanzada como un sencillo y como un video promocional en una versión remix.
Una edición rusa del álbum (bajo Art Music Group) incluye las cuatro canciones del EP Adoration como bonus tracks.

## Lista de canciones
Todas las canciones compuestas por Mortal Love.

| N.º | Título       | Duración |  |
| 1.  | «Existence»  | 6:08     |  |
| 2.  | «Serenity»   | 3:06     |  |
| 3.  | «Spine»      | 5:14     |  |
| 4.  | «Adoration»  | 6:01     |  |
| 5.  | «Senses»     | 3:49     |  |
| 6.  | «Empathy»    | 4:03     |  |
| 7.  | «Reality»    | 8:38     |  |
| 8.  | «Sanity»     | 4:15     |  |
| 9.  | «Identity»   | 4:42     |  |
| 10. | «Hope»       | 4:18     |  |
| 11. | «Memory»     | 4:20     |  |
| 12. | «Everything» | 3:43     |  |

### Pistas adicionales (sólo en la versión rusa)
| Bonus tracks (only Russian release) |                            |          |  |
| N.º                                 | Título                     | Duración |  |
| 1.                                  | «Adoration (Single Remix)» | 5:02     |  |
| 2.                                  | «Adoration (Goth Mix)»     | 4:46     |  |
| 3.                                  | «Senses (Single Remix)»    | 3:50     |  |
| 4.                                  | «Everything (Drum Edit)»   | 3:44     |  |

## Personal

### Mortal Love
- Cat (Catherine Nyland) – Female vocals
- Lev  (Hans Olav Kjeljebakken) – Bass, vocals
- Rain6 (Lars Bæk) – Guitars & Programming
- Damous (Pål Wasa Johansen) – Drums
- Gabriah (Ørjan Jacobsen) – Guitar

### Músicos invitados
- Zet (Henning Ramseth)  – Additional Guitar in "Everything"

## Producción e ingeniería
- Phonographic Copyright - Арт Мюзик Групп
- Licensed From – Massacre Records
- Recorded At – Space Valley Studio
- Mastered At – Famous Kitchen
- Engineer – Birger P. M. Kirkevaag, Zet
- Keyboards, Programmed By – Zet
- Mastered By – Andy Horn
- Photography, Design – www.terminal-0.com
- Producer – Zet